# Metaphycus maculipes
Metaphycus maculipes är en stekelart som först beskrevs av Howard 1885.  Metaphycus maculipes ingår i släktet Metaphycus och familjen sköldlussteklar. Inga underarter finns listade i Catalogue of Life.